# Gintautas Paluckas
Gintautas Paluckas (AFIː /ˈɡʲɪntˠɐʊtˠɐs pˠɐˈlˠʊtskɐs/; Panevėžys, 19 d'agost de 1979) és un polític lituà. Membre i líder adjunt del Partit Socialdemòcrata de Lituània, va ser el 18è primer ministre de Lituània d'ençà del 12 de desembre de 2024 fins al 31 de juliol del 2025, data de la seva dimissió a conseqüència d'escàndols de corrupció.
Anteriorment Paluckas havia estat vicebatlle de Vilnius, la capital del país, entre 2015 i 2019 i alhora líder del Partit Socialdemòcrata Lituà (LSDP) de 2017 a 2021. Paluckas va capitanejar la formació política durant les eleccions parlamentàries de 2020 i així obtingué un escó en el Seimas. El 2024, com a líder adjunt del partit, Paluckas es va presentar a les eleccions parlamentàries lituanes, que va guanyar el LSDP. Llavors, va ser nomenat candidat per al càrrec de Primer Ministre de Lituània.